# Ole Kirk Christiansen
Ole Kirk Christiansen, född 7 april 1891 i Filskov, död 11 mars 1958 i Billund, var en dansk affärsman som 1932 grundande företaget Lego A/S som tillverkar och säljer leksaksbyggsystemet Lego. Namnet Lego kom från danskans "leg godt" som betyder ungefär "lek bra". 

## Biografi
Ole Kirk Christiansen var det tionde barnet i en fattig familj på Jylland i västra Danmark. Han utbildade sig till snickare. Lego går tillbaka till den verksamhet som Ole Kirk Christiansen tog över 1916 när han köpte Billund Maskinsnedkeri. De kommande åren var han verksam som snickare och hans företag byggde i Billund-trakten. 1932 började Ole Kirk Christiansen tillverka leksaker som en följd av den ekonomiska depressionen som gjorde att antalet bygguppdrag blev färre. Strax efter dog hans hustru och han fick ta hand om deras fyra barn själv. Han gjorde sedan en liten träanka till sina barn, och den blev mycket populär bland hans barn. Han började sedan producera ankorna och produkter som leksaksbilar och jojosar följde. 1936 började namnet Lego användas.
1942 utbröt en brand på fabriken men verksamheten kunde återuppbyggas. Efter kriget intresserade sig Ole Kirk Christiansen för plast och köpte in en maskin för tillverkning av plastleksaker, bland annat den så kallade Fredspistolen. 1949 hade Lego producerat över 200 plastleksaker. Satsningen på plast visade sig bli mycket framgångsrik. 1949 startade tillverkningen av byggklossar efter brittisk förebild.
Han drabbades av sviktande hälsa i början på 1950-talet och sonen Godtfred Kirk Christiansen fick ta över ansvaret för driften av företaget. Han dog år 1958 av en hjärtattack.